# Albert Aukema
Albert Jacob Aukema (Koudum, 22 februari 1957) is een Nederlandse beeldhouwer.

## Leven en werk
Albert Aukema studeerde van 1976 tot 1978 aan de Academie Vredeman de Vries in Leeuwarden en van 2010 tot 2016 aan de Klassieke Academie voor Beeldende Kunst in Groningen. Zijn werk bestaat voor een deel uit marmeren en bronzen beelden en bevindt zich in het gebied van gestileerd figuratief tot abstract, maar ook in dat laatste geval zijn er licht anatomische vormen herkenbaar. Lokaal is vooral bekend het naakt dat enkele maanden naast de Martinikerk stond en later in 2016 verhuisd is naar de entree van het UMCG ziekenhuis.
Aukema woont en werkt in Groningen.

## Werken in de openbare ruimte
- Body organic, Hereweg 111 te Groningen.
- Femme voilée, UMCG ziekenhuis te Groningen.

## Tentoonstellingen (selectie)
- 2017 - Groepsexpositie Quality matters, galerie Waarkunst, 't Waar, Groningen
- 2016 - Groepsexpositie Beelden in Gees, Gees

## Fotogalerij

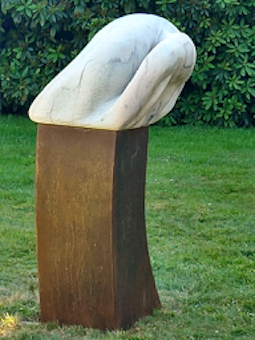
Body organic (2018), Groningen
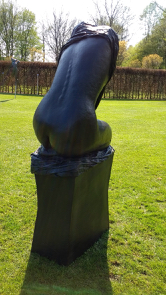
Femme voilée II (2017), Groningen
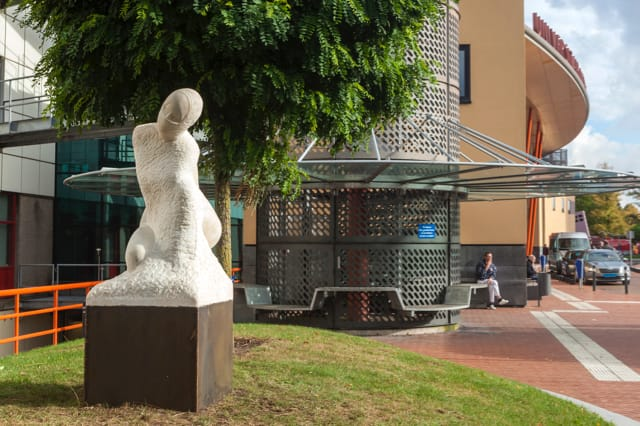
Femme voilée I (2016), Groningen
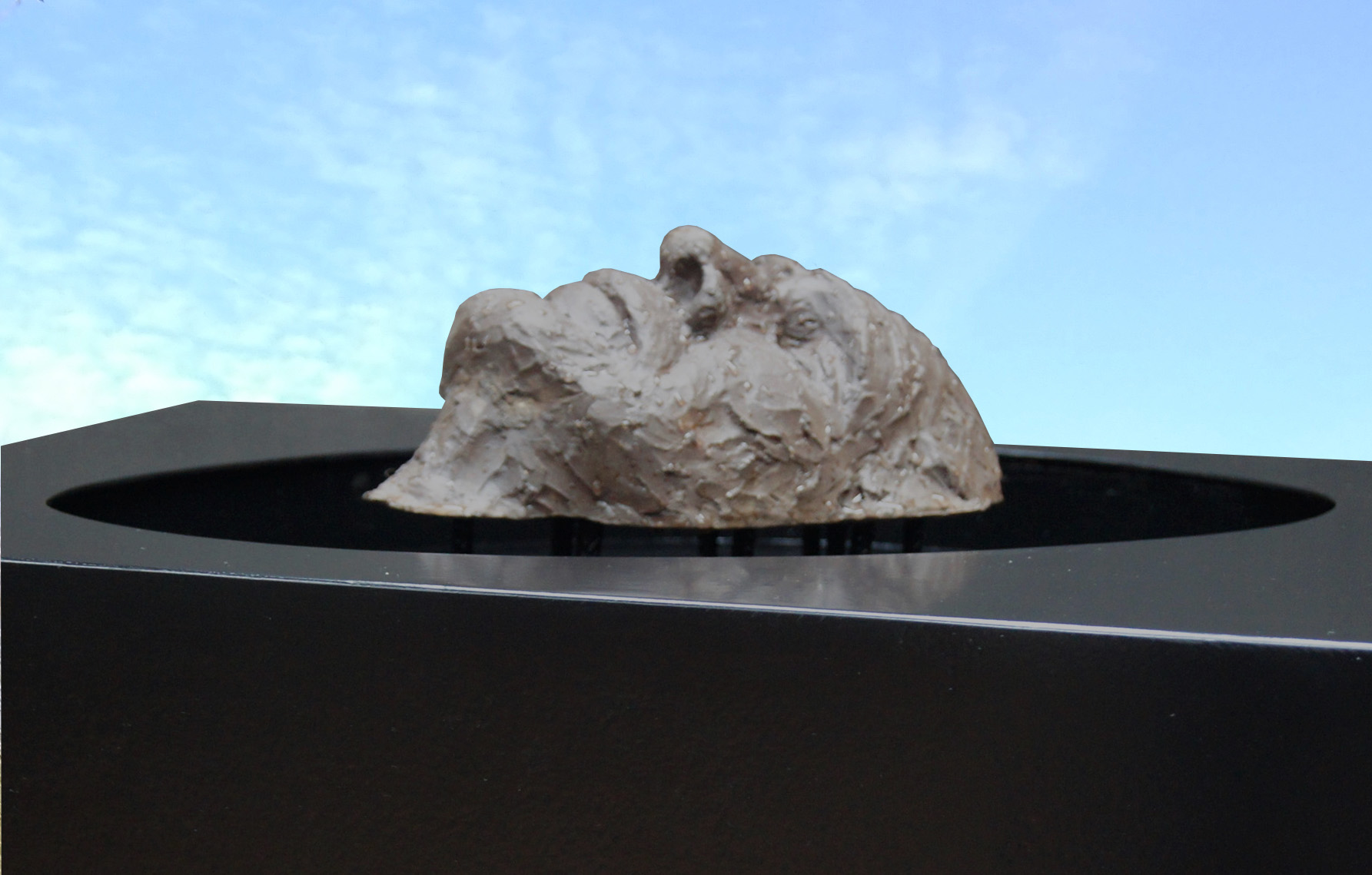
Hoofd in bad (2016), Groningen